# Campeonato Ecuatoriano de Fútbol 1993
El Campeonato Ecuatoriano de Fútbol 1993, conocido oficialmente como «Campeonato Nacional de Fútbol 1993», fue la 35.ª edición de la Serie A del Campeonato nacional de fútbol profesional en Ecuador. La competencia se celebró del 6 de marzo al 12 de diciembre de 1993. El torneo fue organizado por la Federación Ecuatoriana de Fútbol y contó con la participación de doce equipos de fútbol.
Emelec se coronó campeón por séptima vez en su historia.

## Sistema de juego
Un nuevo formato se jugó en este año 1993; lo disputaron 12 equipos a lo largo de 3 etapas. La primera se jugó en 2 hexagonales de 6 equipos. Después de los 10 fechas por cada uno, clasificaron al octagonal final aquellos que terminaron en primer y segundo puesto de cada hexagonal.
No hubo descenso a media temporada, sin al final de la temporada.
6 días después de finalizada la Copa América de 1993 que se disputó en Ecuador, para cumplir con los requerimientos de CONMEBOL tras el certamen. La segunda etapa repitió el mismo esquema; igual, clasificaron a la etapa final los 2 mejores ubicados de cada hexagonal; también al final de esta, los 2 últimos de cada hexagonal descendieron de categoría.
Los equipos ubicados en noveno, décimo y undécimo puesto, en la tabla general del torneo, jugaron un triangular, cuyo ganador clasificó a la Copa Conmebol 1994.
La etapa final denominado octagonal final se disputó entre los 8 equipos clasificados en las 2 anteriores, en un octagonal para definir el campeón.

## Relevo anual de clubes
| Pos. | de la Segunda etapa de la Serie A |
| ---- | --------------------------------- |
| 1º   | Liga de Portoviejo                |

| Pos. | de la Segunda etapa de la Serie B |
| ---- | --------------------------------- |
| 1º   | Santos                            |

## Datos de los clubes

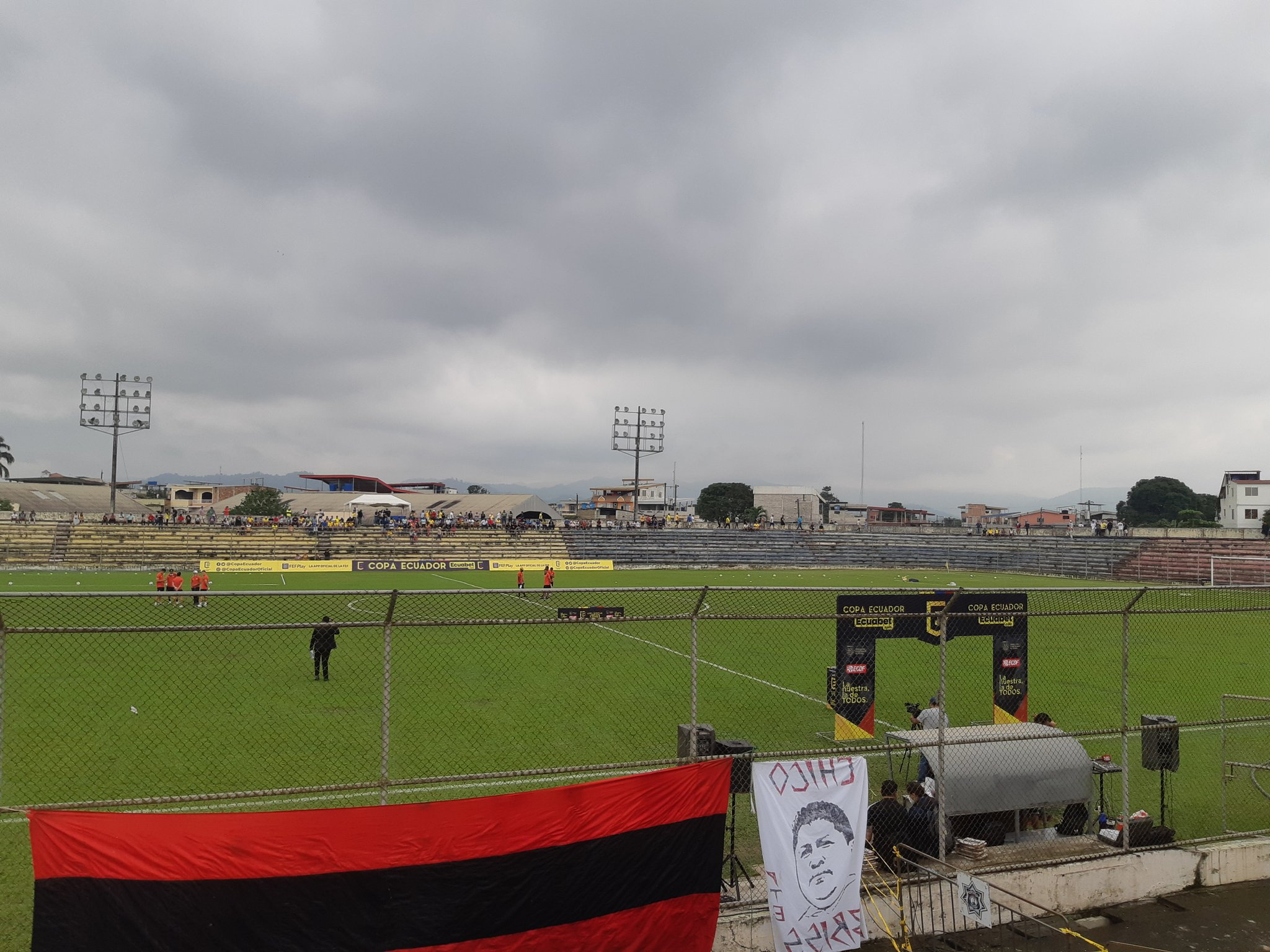
El Estadio 1 de Noviembre de Pasaje se estrenó como estadio de la Serie A

| Equipo                | Ciudad                                                                 | Provincia                                 |
| --------------------- | ---------------------------------------------------------------------- | ----------------------------------------- |
| Aucas                 | Quito / [[Archivo:\|20x20px\|border\|Bandera de Ibarra]] Ibarra        | Bandera de Pichincha Pichincha / Imbabura |
| Barcelona             | Guayaquil                                                              | Guayas                                    |
| Delfín                | [[Archivo:\|20x20px\|border\|Bandera de Manta]] Manta / Guayaquil      | Manabí / Guayas                           |
| Deportivo Cuenca      | Cuenca                                                                 | Azuay                                     |
| Deportivo Quito       | Quito                                                                  | Bandera de Pichincha Pichincha            |
| El Nacional           | Ambato / [[Archivo:\|20x20px\|border\|Bandera de Latacunga]] Latacunga | Tungurahua / Cotopaxi                     |
| Emelec                | Guayaquil                                                              | Guayas                                    |
| Green Cross           | [[Archivo:\|20x20px\|border\|Bandera de Manta]] Manta / Portoviejo     | Manabí                                    |
| Liga de Quito         | Quito / [[Archivo:\|20x20px\|border\|Bandera de Ibarra]] Ibarra        | Bandera de Pichincha Pichincha / Imbabura |
| Santos                | El Guabo / Pasaje / Machala                                            | El Oro                                    |
| Técnico Universitario | Ambato / [[Archivo:\|20x20px\|border\|Bandera de Latacunga]] Latacunga | Tungurahua / Cotopaxi                     |
| Valdez                | Milagro / Guayaquil                                                    | Guayas                                    |

## Equipos por ubicación geográfica
| Provincia  | N.º | Equipos                                                 |
| ---------- | --- | ------------------------------------------------------- |
| Pichincha  | 4   | - Aucas - Deportivo Quito - El Nacional - Liga de Quito |
| Guayas     | 3   | - Barcelona - Emelec - Valdez                           |
| Manabí     | 2   | - Delfín - Green Cross                                  |
| Azuay      | 1   | - Deportivo Cuenca                                      |
| El Oro     | 1   | - Santos                                                |
| Tungurahua | 1   | - Técnico Universitario                                 |

|  |

## Primera etapa

### Partidos y resultados
| Fecha 1     | Fecha 1          | Fecha 1   | Fecha 1               |
| Fecha       | Equipo Local     | Resultado | Equipo Visitante      |
| ----------- | ---------------- | --------- | --------------------- |
| 6 de marzo  | Barcelona        | 2 - 0     | Green Cross           |
| 7 de marzo  | Aucas            | 4 - 1     | Santos                |
| 7 de marzo  | Deportivo Cuenca | 1 - 1     | Deportivo Quito       |
| 7 de marzo  | Liga de Quito    | 2 - 1     | Técnico Universitario |
| 7 de marzo  | Delfín           | 0 - 1     | Emelec                |
| 17 de marzo | Valdez           | 3 - 1     | El Nacional           |

| Fecha 2     | Fecha 2               | Fecha 2   | Fecha 2          |
| Fecha       | Equipo Local          | Resultado | Equipo Visitante |
| ----------- | --------------------- | --------- | ---------------- |
| 13 de marzo | Técnico Universitario | 2 - 1     | Delfín           |
| 14 de marzo | Deportivo Quito       | 0 - 0     | Aucas            |
| 14 de marzo | El Nacional           | 0 - 1     | Liga de Quito    |
| 14 de marzo | Green Cross           | 1 - 1     | Deportivo Cuenca |
| 14 de marzo | Emelec                | 6 - 0     | Valdez           |
| 24 de marzo | Santos                | 2 - 4     | Barcelona        |

| Fecha 3     | Fecha 3          | Fecha 3   | Fecha 3               |
| Fecha       | Equipo Local     | Resultado | Equipo Visitante      |
| ----------- | ---------------- | --------- | --------------------- |
| 21 de marzo | Deportivo Cuenca | 0 - 0     | Santos                |
| 21 de marzo | Deportivo Quito  | 0 - 1     | Green Cross           |
| 21 de marzo | Delfín           | 1 - 0     | Liga de Quito         |
| 21 de marzo | Valdez           | 0 - 0     | Técnico Universitario |
| 31 de marzo | Barcelona        | 2 - 1     | Aucas                 |
| 31 de marzo | El Nacional      | 2 - 0     | Emelec                |

| Fecha 4     | Fecha 4               | Fecha 4   | Fecha 4          |
| Fecha       | Equipo Local          | Resultado | Equipo Visitante |
| ----------- | --------------------- | --------- | ---------------- |
| 27 de marzo | Técnico Universitario | 0 - 0     | Emelec           |
| 28 de marzo | Liga de Quito         | 2 - 2     | Valdez           |
| 28 de marzo | Aucas                 | 2 - 2     | Green Cross      |
| 28 de marzo | Barcelona             | 5 - 1     | Deportivo Cuenca |
| 28 de marzo | Santos                | 1 - 1     | Deportivo Quito  |
| 21 de abril | Delfín                | 1 - 0     | El Nacional      |

| Fecha 5    | Fecha 5          | Fecha 5   | Fecha 5               |
| Fecha      | Equipo Local     | Resultado | Equipo Visitante      |
| ---------- | ---------------- | --------- | --------------------- |
| 4 de abril | El Nacional      | 1 - 0     | Técnico Universitario |
| 4 de abril | Deportivo Cuenca | 0 - 0     | Aucas                 |
| 4 de abril | Deportivo Quito  | 2 - 0     | Barcelona             |
| 4 de abril | Green Cross      | 2 - 0     | Santos                |
| 4 de abril | Valdez           | 0 - 1     | Delfín                |
| 4 de abril | Emelec           | 5 - 2     | Liga de Quito         |

| Fecha 6     | Fecha 6               | Fecha 6   | Fecha 6          |
| Fecha       | Equipo Local          | Resultado | Equipo Visitante |
| ----------- | --------------------- | --------- | ---------------- |
| 10 de abril | Técnico Universitario | 2 - 2     | Liga de Quito    |
| 11 de abril | Deportivo Quito       | 1 - 2     | Deportivo Cuenca |
| 11 de abril | El Nacional           | 2 - 0     | Valdez           |
| 11 de abril | Santos                | 3 - 2     | Aucas            |
| 11 de abril | Emelec                | 0 - 1     | Delfín           |
| 5 de mayo   | Green Cross           | 0 - 3     | Barcelona        |

| Fecha 7     | Fecha 7          | Fecha 7   | Fecha 7               |
| Fecha       | Equipo Local     | Resultado | Equipo Visitante      |
| ----------- | ---------------- | --------- | --------------------- |
| 17 de abril | Barcelona        | 2 - 2     | Santos                |
| 18 de abril | Aucas            | 0 - 2     | Deportivo Quito       |
| 18 de abril | Deportivo Cuenca | 1 - 2     | Green Cross           |
| 18 de abril | Delfín           | 3 - 2     | Técnico Universitario |
| 18 de abril | Valdez           | 0 - 3     | Emelec                |
| 28 de abril | Liga de Quito    | 0 - 1     | El Nacional           |

| Fecha 8     | Fecha 8               | Fecha 8   | Fecha 8          |
| Fecha       | Equipo Local          | Resultado | Equipo Visitante |
| ----------- | --------------------- | --------- | ---------------- |
| 5 de abril  | Santos                | 2 - 0     | Deportivo Cuenca |
| 24 de abril | Técnico Universitario | 1 - 0     | Valdez           |
| 25 de abril | Liga de Quito         | 1 - 1     | Delfín           |
| 25 de abril | Green Cross           | 2 - 1     | Deportivo Quito  |
| 25 de abril | Emelec                | 1 - 0     | El Nacional      |
| 12 de mayo  | Aucas                 | 2 - 3     | Barcelona        |

| Fecha 9   | Fecha 9          | Fecha 9   | Fecha 9               |
| Fecha     | Equipo Local     | Resultado | Equipo Visitante      |
| --------- | ---------------- | --------- | --------------------- |
| 1 de mayo | Green Cross      | 0 - 0     | Aucas                 |
| 2 de mayo | Deportivo Quito  | 4 - 2     | Santos                |
| 2 de mayo | El Nacional      | 1 - 1     | Delfín                |
| 2 de mayo | Deportivo Cuenca | 1 - 1     | Barcelona             |
| 2 de mayo | Emelec           | 3 - 1     | Técnico Universitario |
| 2 de mayo | Valdez           | 2 - 2     | Liga de Quito         |

| Fecha 10  | Fecha 10              | Fecha 10  | Fecha 10         |
| Fecha     | Equipo Local          | Resultado | Equipo Visitante |
| --------- | --------------------- | --------- | ---------------- |
| 8 de mayo | Liga de Quito         | 1 - 1     | Emelec           |
| 8 de mayo | Técnico Universitario | 1 - 4     | El Nacional      |
| 8 de mayo | Delfín                | 2 - 0     | Valdez           |
| 8 de mayo | Barcelona             | 2 - 1     | Deportivo Quito  |
| 8 de mayo | Aucas                 | 1 - 0     | Deportivo Cuenca |
| 8 de mayo | Santos                | 0 - 0     | Green Cross      |

### Tabla de posiciones
Hexagonal 1
|  |  |    | Equipo                | PJ | PG | PE | PP | GF | GC | DG  | PTS |
|  |  | -- | --------------------- | -- | -- | -- | -- | -- | -- | --- | --- |
|  |  | 1. | Emelec                | 10 | 6  | 2  | 2  | 20 | 7  | +13 | 14  |
|  |  | 2. | Delfín                | 10 | 6  | 2  | 2  | 12 | 7  | +5  | 14  |
|  |  | 3. | El Nacional           | 10 | 5  | 1  | 4  | 12 | 8  | +4  | 11  |
|  |  | 4. | Liga de Quito         | 10 | 2  | 5  | 3  | 13 | 16 | -3  | 9   |
|  |  | 5. | Técnico Universitario | 10 | 2  | 3  | 5  | 10 | 16 | -6  | 7   |
|  |  | 6. | Valdez                | 10 | 1  | 3  | 6  | 7  | 20 | -13 | 5   |

Hexagonal 2
|  |  |    | Equipo           | PJ | PG | PE | PP | GF | GC | DG  | PTS |
|  |  | -- | ---------------- | -- | -- | -- | -- | -- | -- | --- | --- |
|  |  | 1. | Barcelona        | 10 | 7  | 2  | 1  | 24 | 12 | +12 | 16  |
|  |  | 2. | Green Cross      | 10 | 4  | 4  | 2  | 10 | 10 | 0   | 12  |
|  |  | 3. | Deportivo Quito  | 10 | 3  | 3  | 4  | 13 | 11 | +2  | 9   |
|  |  | 4. | Aucas            | 10 | 2  | 4  | 4  | 12 | 13 | -1  | 8   |
|  |  | 5. | Santos           | 10 | 2  | 4  | 4  | 13 | 19 | -6  | 8   |
|  |  | 6. | Deportivo Cuenca | 10 | 1  | 5  | 4  | 7  | 14 | -7  | 7   |

PJ = Partidos jugados; PG = Partidos ganados; PE = Partidos empatados; PP = Partidos perdidos; GF = Goles a favor; GC = Goles en contra; DG = Diferencia de gol; PTS = Puntos
|  | Clasificaron al Octagonal final. |

#### Evolución de la clasificación
Hexagonal 1
Hexagonal 2

## Segunda etapa

### Partidos y resultados
| Fecha 1     | Fecha 1          | Fecha 1   | Fecha 1               |
| Fecha       | Equipo Local     | Resultado | Equipo Visitante      |
| ----------- | ---------------- | --------- | --------------------- |
| 10 de julio | Aucas            | 0 - 0     | Técnico Universitario |
| 10 de julio | Liga de Quito    | 1 - 0     | Delfín                |
| 10 de julio | Green Cross      | 0 - 2     | Valdez                |
| 10 de julio | Deportivo Cuenca | 0 - 0     | Santos                |
| 11 de julio | Barcelona        | 3 - 1     | Deportivo Quito       |
| 11 de julio | Emelec           | 0 - 0     | El Nacional           |

| Fecha 2     | Fecha 2               | Fecha 2   | Fecha 2          |
| Fecha       | Equipo Local          | Resultado | Equipo Visitante |
| ----------- | --------------------- | --------- | ---------------- |
| 11 de julio | Deportivo Quito       | 2 - 0     | Green Cross      |
| 11 de julio | Técnico Universitario | 1 - 0     | Barcelona        |
| 11 de julio | Delfín                | 1 - 1     | Emelec           |
| 11 de julio | El Nacional           | 0 - 1     | Deportivo Cuenca |
| 11 de julio | Valdez                | 2 - 0     | Aucas            |
| 11 de julio | Santos                | 3 - 4     | Liga de Quito    |

| Fecha 3     | Fecha 3          | Fecha 3   | Fecha 3               |
| Fecha       | Equipo Local     | Resultado | Equipo Visitante      |
| ----------- | ---------------- | --------- | --------------------- |
| 24 de julio | Aucas            | 2 - 2     | Deportivo Quito       |
| 24 de julio | Liga de Quito    | 1 - 2     | El Nacional           |
| 24 de julio | Valdez           | 1 - 0     | Técnico Universitario |
| 24 de julio | Green Cross      | 0 - 1     | Barcelona             |
| 24 de julio | Santos           | 0 - 2     | Delfín                |
| 25 de julio | Deportivo Cuenca | 1 - 1     | Emelec                |

| Fecha 4     | Fecha 4               | Fecha 4   | Fecha 4          |
| Fecha       | Equipo Local          | Resultado | Equipo Visitante |
| ----------- | --------------------- | --------- | ---------------- |
| 21 de julio | Barcelona             | 3 - 3     | Aucas            |
| 31 de julio | Técnico Universitario | 0 - 0     | Green Cross      |
| 31 de julio | Emelec                | 2 - 2     | Liga de Quito    |
| 31 de julio | El Nacional           | 0 - 1     | Santos           |
| 31 de julio | Deportivo Quito       | 1 - 2     | Valdez           |
| 1 de agosto | Delfín                | 1 - 1     | Deportivo Cuenca |

| Fecha 5     | Fecha 5          | Fecha 5   | Fecha 5               |
| Fecha       | Equipo Local     | Resultado | Equipo Visitante      |
| ----------- | ---------------- | --------- | --------------------- |
| 6 de agosto | El Nacional      | 4 - 1     | Delfín                |
| 6 de agosto | Deportivo Quito  | 3 - 2     | Técnico Universitario |
| 6 de agosto | Deportivo Cuenca | 3 - 2     | Liga de Quito         |
| 7 de agosto | Green Cross      | 1 - 0     | Aucas                 |
| 7 de agosto | Valdez           | 1 - 1     | Barcelona             |
| 7 de agosto | Santos           | 0 - 0     | Emelec                |

| Fecha 6      | Fecha 6               | Fecha 6   | Fecha 6          |
| Fecha        | Equipo Local          | Resultado | Equipo Visitante |
| ------------ | --------------------- | --------- | ---------------- |
| 4 de agosto  | Técnico Universitario | 1 - 3     | Deportivo Quito  |
| 14 de agosto | Aucas                 | 1 - 0     | Green Cross      |
| 14 de agosto | Delfín                | 1 - 0     | El Nacional      |
| 14 de agosto | Barcelona             | 2 - 1     | Valdez           |
| 14 de agosto | Emelec                | 2 - 0     | Santos           |
| 14 de agosto | Liga de Quito         | 1 - 0     | Deportivo Cuenca |

| Fecha 7      | Fecha 7          | Fecha 7   | Fecha 7               |
| Fecha        | Equipo Local     | Resultado | Equipo Visitante      |
| ------------ | ---------------- | --------- | --------------------- |
| 21 de agosto | Liga de Quito    | 1 - 0     | Emelec                |
| 21 de agosto | Valdez           | 1 - 1     | Deportivo Quito       |
| 21 de agosto | Santos           | 0 - 2     | El Nacional           |
| 21 de agosto | Green Cross      | 1 - 0     | Técnico Universitario |
| 22 de agosto | Deportivo Cuenca | 4 - 1     | Delfín                |
| 22 de agosto | Aucas            | 2 - 0     | Barcelona             |

| Fecha 8      | Fecha 8               | Fecha 8   | Fecha 8          |
| Fecha        | Equipo Local          | Resultado | Equipo Visitante |
| ------------ | --------------------- | --------- | ---------------- |
| 28 de agosto | Delfín                | 4 - 1     | Santos           |
| 28 de agosto | El Nacional           | 3 - 2     | Liga de Quito    |
| 28 de agosto | Técnico Universitario | 3 - 1     | Valdez           |
| 28 de agosto | Emelec                | 0 - 1     | Deportivo Cuenca |
| 28 de agosto | Barcelona             | 5 - 1     | Green Cross      |
| 28 de agosto | Deportivo Quito       | 1 - 1     | Aucas            |

| Fecha 9         | Fecha 9          | Fecha 9   | Fecha 9               |
| Fecha           | Equipo Local     | Resultado | Equipo Visitante      |
| --------------- | ---------------- | --------- | --------------------- |
| 3 de septiembre | Barcelona        | 5 - 1     | Técnico Universitario |
| 3 de septiembre | Deportivo Cuenca | 1 - 0     | El Nacional           |
| 3 de septiembre | Liga de Quito    | 3 - 0     | Santos                |
| 4 de septiembre | Green Cross      | 3 - 1     | Deportivo Quito       |
| 4 de septiembre | Emelec           | 3 - 2     | Delfín                |
| 4 de septiembre | Aucas            | 1 - 0     | Valdez                |

| Fecha 10         | Fecha 10              | Fecha 10  | Fecha 10         |
| Fecha            | Equipo Local          | Resultado | Equipo Visitante |
| ---------------- | --------------------- | --------- | ---------------- |
| 11 de septiembre | El Nacional           | 1 - 2     | Emelec           |
| 11 de septiembre | Deportivo Quito       | 1 - 1     | Barcelona        |
| 11 de septiembre | Valdez                | 4 - 2     | Green Cross      |
| 11 de septiembre | Técnico Universitario | 0 - 3     | Aucas            |
| 11 de septiembre | Delfín                | 1 - 1     | Liga de Quito    |
| 11 de septiembre | Santos                | 0 - 0     | Deportivo Cuenca |

### Tabla de posiciones
Hexagonal 1
|  |  |    | Equipo           | PJ | PG | PE | PP | GF | GC | DG  | PTS |
|  |  | -- | ---------------- | -- | -- | -- | -- | -- | -- | --- | --- |
|  |  | 1. | Deportivo Cuenca | 10 | 5  | 4  | 1  | 12 | 6  | +6  | 14  |
|  |  | 2. | Liga de Quito    | 10 | 5  | 2  | 3  | 18 | 14 | +4  | 12  |
|  |  | 3. | Emelec           | 10 | 3  | 5  | 2  | 11 | 9  | +2  | 11  |
|  |  | 4. | El Nacional      | 10 | 4  | 1  | 5  | 12 | 10 | +2  | 9   |
|  |  | 5. | Delfín           | 10 | 3  | 3  | 4  | 14 | 16 | -2  | 9   |
|  |  | 6. | Santos           | 10 | 1  | 3  | 6  | 5  | 17 | -12 | 5   |

PJ = Partidos jugados; PG = Partidos ganados; PE = Partidos empatados; PP = Partidos perdidos; GF = Goles a favor; GC = Goles en contra; DG = Diferencia de gol; PTS = Puntos
 NOTA: El Nacional clasificó al Octagonal final por tener mejor récord en la tabla acumulada.
NOTA: Santos descendió a la Serie B por tener el peor récord en la tabla acumulada.
|  | Clasificaron al Octagonal final. |
|  | Descendió a la Serie B.          |

Hexagonal 2
|  |  |    | Equipo                | PJ | PG | PE | PP | GF | GC | DG | PTS |
|  |  | -- | --------------------- | -- | -- | -- | -- | -- | -- | -- | --- |
|  |  | 1. | Barcelona             | 10 | 5  | 3  | 2  | 21 | 12 | +9 | 13  |
|  |  | 2. | Valdez                | 10 | 5  | 2  | 3  | 15 | 11 | +4 | 12  |
|  |  | 3. | Aucas                 | 10 | 4  | 4  | 2  | 23 | 19 | +4 | 12  |
|  |  | 4. | Deportivo Quito       | 10 | 3  | 4  | 4  | 16 | 16 | 0  | 10  |
|  |  | 5. | Green Cross           | 10 | 3  | 1  | 6  | 8  | 16 | -8 | 7   |
|  |  | 6. | Técnico Universitario | 10 | 2  | 2  | 6  | 8  | 17 | -9 | 6   |

PJ = Partidos jugados; PG = Partidos ganados; PE = Partidos empatados; PP = Partidos perdidos; GF = Goles a favor; GC = Goles en contra; DG = Diferencia de gol; PTS = Puntos
 NOTA: Técnico Universitario descendió a la Serie B por tener el peor récord en la tabla acumulada.
|  | Clasificó al Octagonal final. |
|  | Descendió a la Serie B.       |

#### Evolución de la clasificación
Hexagonal 1
Hexagonal 2

## Octagonal final

### Partidos y resultados
| Fecha 1          | Fecha 1         | Fecha 1   | Fecha 1          |
| Fecha            | Equipo Local    | Resultado | Equipo Visitante |
| ---------------- | --------------- | --------- | ---------------- |
| 26 de septiembre | Liga de Quito   | 2 - 2     | Green Cross      |
| 26 de septiembre | Emelec          | 5 - 0     | Deportivo Cuenca |
| 26 de septiembre | Delfín          | 2 - 0     | Barcelona        |
| 26 de septiembre | Deportivo Quito | 0 - 0     | El Nacional      |

| Fecha 2      | Fecha 2          | Fecha 2   | Fecha 2          |
| Fecha        | Equipo Local     | Resultado | Equipo Visitante |
| ------------ | ---------------- | --------- | ---------------- |
| 3 de octubre | Deportivo Cuenca | 1 - 0     | Delfín           |
| 3 de octubre | El Nacional      | 1 - 0     | Emelec           |
| 3 de octubre | Green Cross      | 2 - 1     | Deportivo Quito  |
| 3 de octubre | Barcelona        | 4 - 0     | Liga de Quito    |

| Fecha 3       | Fecha 3         | Fecha 3   | Fecha 3          |
| Fecha         | Equipo Local    | Resultado | Equipo Visitante |
| ------------- | --------------- | --------- | ---------------- |
| 10 de octubre | Liga de Quito   | 0 - 0     | Deportivo Cuenca |
| 10 de octubre | Delfín          | 2 - 0     | El Nacional      |
| 10 de octubre | Deportivo Quito | 0 - 3     | Barcelona        |
| 10 de octubre | Emelec          | 2 - 0     | Green Cross      |

| Fecha 4       | Fecha 4          | Fecha 4   | Fecha 4          |
| Fecha         | Equipo Local     | Resultado | Equipo Visitante |
| ------------- | ---------------- | --------- | ---------------- |
| 16 de octubre | Deportivo Cuenca | 0 - 2     | Deportivo Quito  |
| 17 de octubre | Green Cross      | 4 - 1     | Delfín           |
| 17 de octubre | El Nacional      | 2 - 1     | Liga de Quito    |
| 17 de octubre | Emelec           | 0 - 0     | Barcelona        |

| Fecha 5       | Fecha 5         | Fecha 5   | Fecha 5          |
| Fecha         | Equipo Local    | Resultado | Equipo Visitante |
| ------------- | --------------- | --------- | ---------------- |
| 20 de octubre | Green Cross     | 0 - 3     | El Nacional      |
| 20 de octubre | Liga de Quito   | 3 - 1     | Delfín           |
| 20 de octubre | Deportivo Quito | 0 - 3     | Emelec           |
| 20 de octubre | Barcelona       | 2 - 0     | Deportivo Cuenca |

| Fecha 6       | Fecha 6          | Fecha 6   | Fecha 6          |
| Fecha         | Equipo Local     | Resultado | Equipo Visitante |
| ------------- | ---------------- | --------- | ---------------- |
| 24 de octubre | Deportivo Cuenca | 2 - 0     | Green Cross      |
| 24 de octubre | Delfín           | 5 - 2     | Deportivo Quito  |
| 24 de octubre | Emelec           | 3 - 0     | Liga de Quito    |
| 24 de octubre | El Nacional      | 2 - 0     | Barcelona        |

| Fecha 7       | Fecha 7       | Fecha 7   | Fecha 7          |
| Fecha         | Equipo Local  | Resultado | Equipo Visitante |
| ------------- | ------------- | --------- | ---------------- |
| 31 de octubre | Liga de Quito | 1 - 2     | Deportivo Quito  |
| 31 de octubre | Delfín        | 2 - 1     | Emelec           |
| 31 de octubre | El Nacional   | 3 - 3     | Deportivo Cuenca |
| 31 de octubre | Barcelona     | 1 - 0     | Green Cross      |

| Fecha 8        | Fecha 8          | Fecha 8   | Fecha 8          |
| Fecha          | Equipo Local     | Resultado | Equipo Visitante |
| -------------- | ---------------- | --------- | ---------------- |
| 6 de noviembre | Deportivo Cuenca | 2 - 1     | El Nacional      |
| 7 de noviembre | Deportivo Quito  | 1 - 4     | Liga de Quito    |
| 7 de noviembre | Green Cross      | 1 - 1     | Barcelona        |
| 7 de noviembre | Emelec           | 5 - 1     | Delfín           |

| Fecha 9         | Fecha 9         | Fecha 9   | Fecha 9          |
| Fecha           | Equipo Local    | Resultado | Equipo Visitante |
| --------------- | --------------- | --------- | ---------------- |
| 13 de noviembre | Liga de Quito   | 3 - 1     | Emelec           |
| 13 de noviembre | Deportivo Quito | 1 - 1     | Delfín           |
| 13 de noviembre | Green Cross     | 5 - 0     | Deportivo Cuenca |
| 13 de noviembre | Barcelona       | 2 - 0     | El Nacional      |

| Fecha 10        | Fecha 10         | Fecha 10  | Fecha 10         |
| Fecha           | Equipo Local     | Resultado | Equipo Visitante |
| --------------- | ---------------- | --------- | ---------------- |
| 17 de noviembre | El Nacional      | 4 - 0     | Green Cross      |
| 17 de noviembre | Emelec           | 3 - 0     | Deportivo Quito  |
| 17 de noviembre | Delfín           | 2 - 1     | Liga de Quito    |
| 17 de noviembre | Deportivo Cuenca | 0 - 1     | Barcelona        |

| Fecha 11        | Fecha 11        | Fecha 11  | Fecha 11         |
| Fecha           | Equipo Local    | Resultado | Equipo Visitante |
| --------------- | --------------- | --------- | ---------------- |
| 21 de noviembre | Deportivo Quito | 1 - 1     | Deportivo Cuenca |
| 21 de noviembre | Delfín          | 1 - 3     | Green Cross      |
| 21 de noviembre | Liga de Quito   | 0 - 1     | El Nacional      |
| 21 de noviembre | Barcelona       | 0 - 1     | Emelec           |

| Fecha 12        | Fecha 12         | Fecha 12  | Fecha 12         |
| Fecha           | Equipo Local     | Resultado | Equipo Visitante |
| --------------- | ---------------- | --------- | ---------------- |
| 28 de noviembre | Deportivo Cuenca | 2 - 0     | Emelec           |
| 28 de noviembre | Green Cross      | 2 - 2     | Liga de Quito    |
| 28 de noviembre | Barcelona        | 3 - 1     | Delfín           |
| 28 de noviembre | El Nacional      | 2 - 1     | Deportivo Quito  |

| Fecha 13       | Fecha 13        | Fecha 13  | Fecha 13         |
| Fecha          | Equipo Local    | Resultado | Equipo Visitante |
| -------------- | --------------- | --------- | ---------------- |
| 5 de diciembre | Deportivo Quito | 0 - 1     | Green Cross      |
| 5 de diciembre | Delfín          | 2 - 0     | Deportivo Cuenca |
| 5 de diciembre | Emelec          | 2 - 0     | El Nacional      |
| 5 de diciembre | Liga de Quito   | 1 - 0     | Barcelona        |

| Fecha 14        | Fecha 14         | Fecha 14  | Fecha 14         |
| Fecha           | Equipo Local     | Resultado | Equipo Visitante |
| --------------- | ---------------- | --------- | ---------------- |
| 12 de diciembre | Deportivo Cuenca | 3 - 1     | Liga de Quito    |
| 12 de diciembre | El Nacional      | 3 - 0     | Delfín           |
| 12 de diciembre | Barcelona        | 3 - 2     | Deportivo Quito  |
| 12 de diciembre | Green Cross      | 0 - 1     | Emelec (C)       |

### Tabla de posiciones
|     |  |    | Equipo           | PJ | PG | PE | PP | GF | GC | DG  | PTS |
| --- |  | -- | ---------------- | -- | -- | -- | -- | -- | -- | --- | --- |
| (C) |  | 1. | Emelec           | 14 | 9  | 1  | 4  | 27 | 9  | +18 | 19  |
|     |  | 2. | Barcelona        | 14 | 8  | 2  | 4  | 20 | 10 | +10 | 18  |
|     |  | 3. | El Nacional      | 14 | 8  | 2  | 4  | 22 | 13 | +9  | 18  |
|     |  | 4. | Green Cross      | 14 | 5  | 3  | 6  | 20 | 21 | -1  | 13  |
|     |  | 5. | Delfín           | 14 | 6  | 1  | 7  | 21 | 27 | -6  | 13  |
|     |  | 6. | Deportivo Cuenca | 14 | 5  | 3  | 6  | 14 | 23 | -9  | 13  |
|     |  | 7. | Liga de Quito    | 14 | 4  | 3  | 7  | 19 | 24 | -5  | 11  |
|     |  | 8. | Deportivo Quito  | 14 | 2  | 3  | 9  | 13 | 29 | -16 | 7   |

PJ = Partidos jugados; PG = Partidos ganados; PE = Partidos empatados; PP = Partidos perdidos; GF = Goles a favor; GC = Goles en contra; DG = Diferencia de gol; PTS = Puntos
| (C) | Campeón, clasificó a la Copa Libertadores 1994. |
|     | Disputaron el Desempate por el subtítulo.       |
|     | Clasificaron al Triangular Pre-Conmebol.        |

### Campeón
|                                      |
|                                      |
| Campeón Club Sport Emelec 7.º título |

## Desempate por el subtítulo
Se enfrentaron entre Barcelona y El Nacional el ganador de esta definición terminó siendo subcampeón y clasificó a la Copa Libertadores 1994, mientras que el perdedor tuvo que definir contra el ganador del Triangular Pre-Conmebol para disputar el cupo para la Copa Conmebol 1994.
| Fecha                                                     | Ciudad    | Equipo local   | Resultado | Equipo visitante |
| --------------------------------------------------------- | --------- | -------------- | --------- | ---------------- |
| 19 de diciembre de 1993                                   | Quito     | El Nacional    | 1 - 0     | Barcelona        |
| 22 de diciembre de 1993                                   | Guayaquil | Barcelona (SC) | 3 - 1     | El Nacional      |
| Barcelona es el subcampeón con el marcador global de 3-2. |           |                |           |                  |

## Triangular Pre-Conmebol

### Partidos y resultados
| Fecha 1                 | Fecha 1      | Fecha 1   | Fecha 1          |
| Fecha                   | Equipo Local | Resultado | Equipo Visitante |
| ----------------------- | ------------ | --------- | ---------------- |
| 18 de diciembre de 1993 | Delfín       | 2 - 2     | Green Cross      |

| Fecha 2                 | Fecha 2      | Fecha 2   | Fecha 2          |
| Fecha                   | Equipo Local | Resultado | Equipo Visitante |
| ----------------------- | ------------ | --------- | ---------------- |
| 22 de diciembre de 1993 | Delfín       | 1 - 1     | Deportivo Cuenca |

| Fecha 3                 | Fecha 3          | Fecha 3   | Fecha 3          |
| Fecha                   | Equipo Local     | Resultado | Equipo Visitante |
| ----------------------- | ---------------- | --------- | ---------------- |
| 26 de diciembre de 1993 | Deportivo Cuenca | 1 - 4     | Delfín           |

| Fecha 4                 | Fecha 4          | Fecha 4   | Fecha 4          |
| Fecha                   | Equipo Local     | Resultado | Equipo Visitante |
| ----------------------- | ---------------- | --------- | ---------------- |
| 29 de diciembre de 1993 | Deportivo Cuenca | 5 - 1     | Green Cross      |

| Fecha 5            | Fecha 5      | Fecha 5   | Fecha 5          |
| Fecha              | Equipo Local | Resultado | Equipo Visitante |
| ------------------ | ------------ | --------- | ---------------- |
| 2 de enero de 1994 | Green Cross  | 3 - 1     | Delfín           |

| Fecha 6            | Fecha 6      | Fecha 6   | Fecha 6          |
| Fecha              | Equipo Local | Resultado | Equipo Visitante |
| ------------------ | ------------ | --------- | ---------------- |
| 5 de enero de 1994 | Green Cross  | 1 - 0     | Deportivo Cuenca |

### Tabla de posiciones
|  |  |    | Equipo           | PJ | PG | PE | PP | GF | GC | DG | PTS |
|  |  | -- | ---------------- | -- | -- | -- | -- | -- | -- | -- | --- |
|  |  | 1. | Green Cross      | 4  | 3  | 1  | 0  | 10 | 4  | +6 | 7   |
|  |  | 2. | Deportivo Cuenca | 4  | 1  | 1  | 2  | 7  | 7  | 0  | 3   |
|  |  | 3. | Delfín           | 4  | 0  | 2  | 2  | 5  | 11 | -6 | 2   |

PJ = Partidos jugados; PG = Partidos ganados; PE = Partidos empatados; PP = Partidos perdidos; GF = Goles a favor; GC = Goles en contra; DG = Diferencia de gol; PTS = Puntos
|  | Clasificó a la Pre-Conmebol. |

## Fase Pre-Conmebol
Se enfrentaron entre El Nacional (perdedor de la definición por el subtítulo) y Green Cross (mejor ubicado del Triangular Pre-Conmebol) el ganador en definitiva fue El Nacional y se clasificó a la Copa Conmebol 1994.
| Fecha                                                                        | Ciudad     | Equipo local | Resultado | Equipo visitante |
| ---------------------------------------------------------------------------- | ---------- | ------------ | --------- | ---------------- |
| 7 de septiembre de 1994                                                      | Portoviejo | Green Cross  | 0 - 0     | El Nacional      |
| 5 de octubre de 1994                                                         | Quito      | El Nacional  | 4 - 2     | Green Cross      |
| El Nacional clasificó a la Copa Conmebol 1994 con el marcador global de 4-2. |            |              |           |                  |

## Tabla general acumulada
|  |  |     | Equipo                    | PJ | PG | PE | PP | GF | GC | DG  | PTS | Resultado en la que concluyó su participación     |
|  |  | --- | ------------------------- | -- | -- | -- | -- | -- | -- | --- | --- | ------------------------------------------------- |
|  |  | 1.  | Emelec (C)                | 34 | 18 | 8  | 8  | 58 | 25 | +33 | 44  | Campeón, clasificó a la Copa Libertadores 1994    |
|  |  | 2.  | Barcelona (SC)            | 34 | 20 | 7  | 7  | 65 | 34 | +31 | 47  | Subcampeón, clasificó a la Copa Libertadores 1994 |
|  |  | 3.  | El Nacional               | 34 | 17 | 4  | 13 | 46 | 31 | +15 | 38  | Clasificó a la Copa Conmebol 1994                 |
|  |  | 4.  | Delfín                    | 34 | 15 | 6  | 13 | 47 | 50 | -3  | 36  |                                                   |
|  |  | 5.  | Deportivo Cuenca          | 34 | 11 | 12 | 11 | 33 | 43 | -10 | 34  |                                                   |
|  |  | 6.  | Liga de Quito             | 34 | 11 | 10 | 13 | 50 | 54 | -4  | 32  |                                                   |
|  |  | 7.  | Green Cross               | 34 | 12 | 8  | 14 | 38 | 47 | -9  | 32  |                                                   |
|  |  | 8.  | Deportivo Quito           | 34 | 8  | 10 | 16 | 42 | 56 | -14 | 26  |                                                   |
|  |  | 9.  | Aucas                     | 20 | 6  | 8  | 6  | 25 | 22 | -3  | 20  |                                                   |
|  |  | 10. | Valdez                    | 20 | 6  | 5  | 9  | 22 | 31 | -9  | 17  |                                                   |
|  |  | 11. | Técnico Universitario (D) | 20 | 4  | 5  | 11 | 18 | 33 | -15 | 13  | Descendieron a la Serie B                         |
|  |  | 12. | Santos (D)                | 20 | 3  | 7  | 10 | 18 | 36 | -18 | 13  | Descendieron a la Serie B                         |

PJ = Partidos jugados; PG = Partidos ganados; PE = Partidos empatados; PP = Partidos perdidos; GF = Goles a favor; GC = Goles en contra; DG = Diferencia de gol; PTS = Puntos

## Goleadores
| Jugador               | Equipo           | Goles |
| --------------------- | ---------------- | ----- |
| Diego Herrera         | Liga de Quito    | 18    |
| Carlos Muñoz Martínez | Barcelona        | 15    |
| Roberto Luis Oste     | Emelec           | 14    |
| Agustín Delgado       | Barcelona        | 13    |
| Sergio Daniel Décima  | Deportivo Cuenca | 12    |
| Miguel Ángel Tzitzios | Green Cross      | 11    |